# یواس‌اس میفلاور (پی‌وای-۱)
یواس‌اس میفلاور (پی‌وای-۱) (به انگلیسی: USS Mayflower (PY-1)) یک کشتی بود که طول آن ۲۷۳ فوت (۸۳ متر) بود. این کشتی در سال ۱۸۹۶ ساخته شد.